# Jessica Korda
Pour les articles homonymes, voir Korda.
Jessica Korda, née le 27 février 1993 à Bradenton, est une joueuse de golf professionnelle américaine d'origine tchèque.

## Biographie
Passée professionnelle en 2010, Jessica Korda fait ses débuts sur le circuit LPGA en 2011. 
Elle remporte sa première victoire sur ce circuit en 2012, lors de l'Open d'Australie féminin. Elle remporte ensuite le Pure Silk Bahamas LPGA Classic et l'Airbus LPGA Classic Presented by JTBC en 2014, le Sime Darby LPGA Malaysia en 2015 et le Honda LPGA Thailand en 2018 .
Elle participe à la victoire de l'équipe américaine lors de la Solheim Cup 2013 sur le score de 18 à 10.

## Vie privée
Jessica Korda est la fille des joueurs de tennis tchèques Petr Korda, vainqueur de l'Open d'Australie de tennis en 1998, et Regina Kordová. Elle est la sœur de Sebastian Korda, également joueur de tennis, et de Nelly Korda, elle aussi joueuse de golf professionnelle.